# Cariniana pauciramosa
Espèce
Classification phylogénétique
Statut de conservation UICN

ENB1+2c : En danger
Cariniana pauciramosa est une espèce de plantes à fleurs de la famille des Lecythidaceae originaire de l'Amazonie au Brésil.

## Description
C'est un grand arbre.

## Répartition
Endémique aux forêts de plaine de l'État d'Amazonas, entre Manaus et Itacoatiara.

## Conservation
Cette espèce est menacée par la destruction de l'habitat.